# Stella cadente (Rocco Hunt)
Stella cadente è un singolo del rapper italiano Rocco Hunt, il terzo estratto dalla riedizione del terzo album in studio SignorHunt e pubblicato il 16 settembre 2016.
Il singolo ha visto la partecipazione vocale della cantante italiana Annalisa.